# Ланделіно Лавілья
Ланделіно Лавілья Альсіна (ісп. Landelino Lavilla Alsina, 6 серпня 1934 р — 13 квітня 2020) — іспанський юрист і політик, який обіймав посаду міністра юстиції з 1976 по 1979 рік. Він також був членом парламенту та сенатором. Найважливішою його роллю була посада президента Конгресу депутатів під час державного перевороту 23- го року в 1981 році. Юрист Едуардо Гарсіа де Ентерріа назвав його «головним архітектором переходу до демократії».

## Молодість і освіта
Лавілья народилася в Леріді 6 серпня 1934 року. Він отримав ступінь юриста в Університеті Сарагоси та Мадридському університеті Комплутенсе.

## Кар'єра та діяльність
За фахом Лавілла був юристом. Він приєднався до колегії юристів Рахункової палати в 1958 році та Державної ради в 1959 році. Він став старшим членом Християнсько-демократичної партії. Група публікувала статті в католицькій щоденній газеті Ya, починаючи з 1972 року. Він був заступником міністра промисловості в останньому кабінеті Франко з 1974 по 1976 рік.

## Особисте життя і смерть
Лавілья була одружена з Хуаною Рубірою Гарсіа Вальдекасас, у них було четверо дітей. Він помер 13 квітня 2020 року у віці 85 років від невідомої хвороби.

## Нагороди
- Великий хрест ордена «Громадянські заслуги» (1974)[14]
- Великий хрест ордена Карла III (1979)[15]
- Великий хрест ордена Святого Раймунда Пеньяфортського (1985)[16]
- Кавалер Великого хреста ордена Ізабелли Католицької (2010)[17]